# Grania ersei
Grania ersei är en ringmaskart som beskrevs av Coates 1990. Grania ersei ingår i släktet Grania och familjen småringmaskar. Inga underarter finns listade i Catalogue of Life.